# National Oceanic and Atmospheric Administration
Die National Oceanic and Atmospheric Administration (NOAA; Nationale Ozean- und Atmosphärenbehörde) ist die Wetter- und Ozeanografiebehörde der Vereinigten Staaten. Sie wurde am 3. Oktober 1970 als eine Einrichtung des Handelsministeriums gegründet, um die nationalen Ozean- und Atmosphärendienste zu koordinieren. Ihr Sitz ist die Bundeshauptstadt Washington, D.C.

## Gliederung
Es gibt folgende Organisationseinheiten:
- National Weather Service (NWS)
  - National Hurricane Center (NHC)
  - Pacific Tsunami Warning Center
- National Ocean Service (NOS)[3] mit seinem
  - National Geodetic Survey (NGS)
- National Marine Fisheries Service (NMFS)[4]
- National Environmental Satellite, Data and Information Service (NESDIS)[5]
- Oceanic and Atmospheric Research (OAR)[6]

Unterstützt werden diese Teilorganisationen durch das NOAA Commissioned Officer Corps, eine uniformierte Einheit, die Schiffe und Flugzeuge betreibt und wissenschaftliche Missionen unterstützt. Das Commissioned Officer Corps ist einer der acht Uniformed Services of the United States.
Die NOAA ist Mitglied der Internationalen Charta für Weltraum und Naturkatastrophen.

## Schiffe

### Forschungsschiffe für Meerestiere

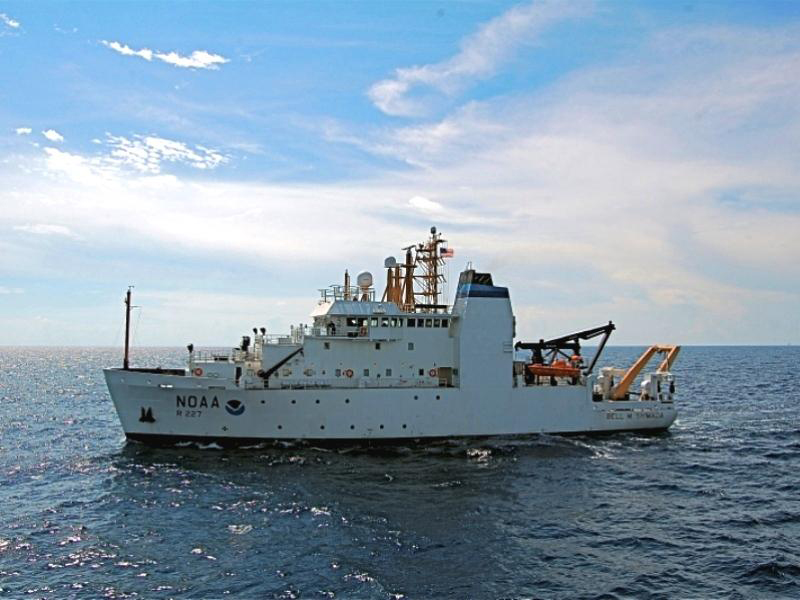
NOAAS Bell M. Shimada (R 227)
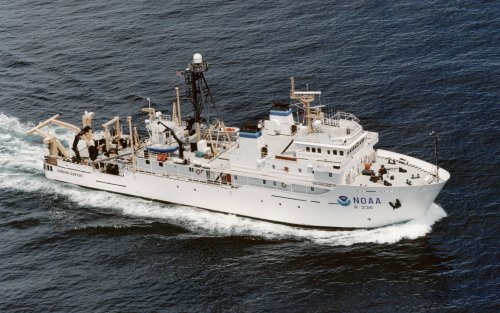
NOAAS Gordon Gunter (R 336)
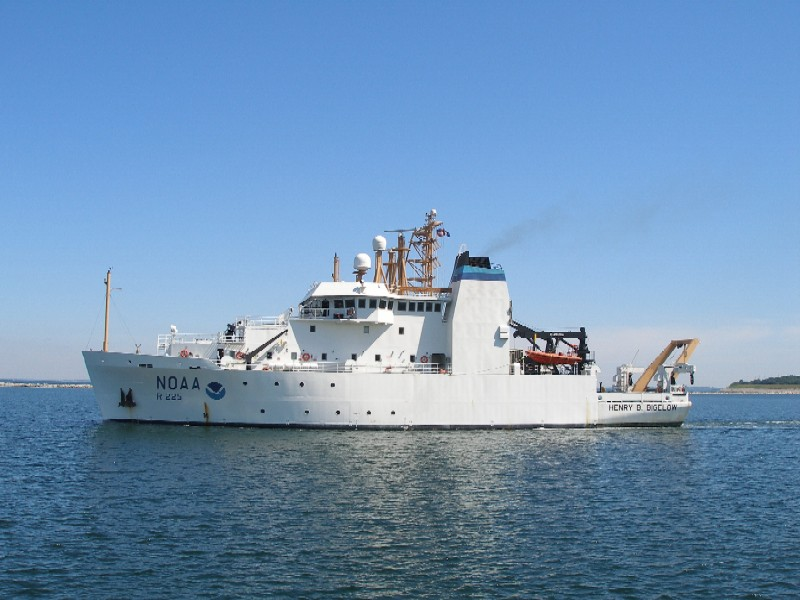
NOAAS Henry B. Bigelow (R 225)
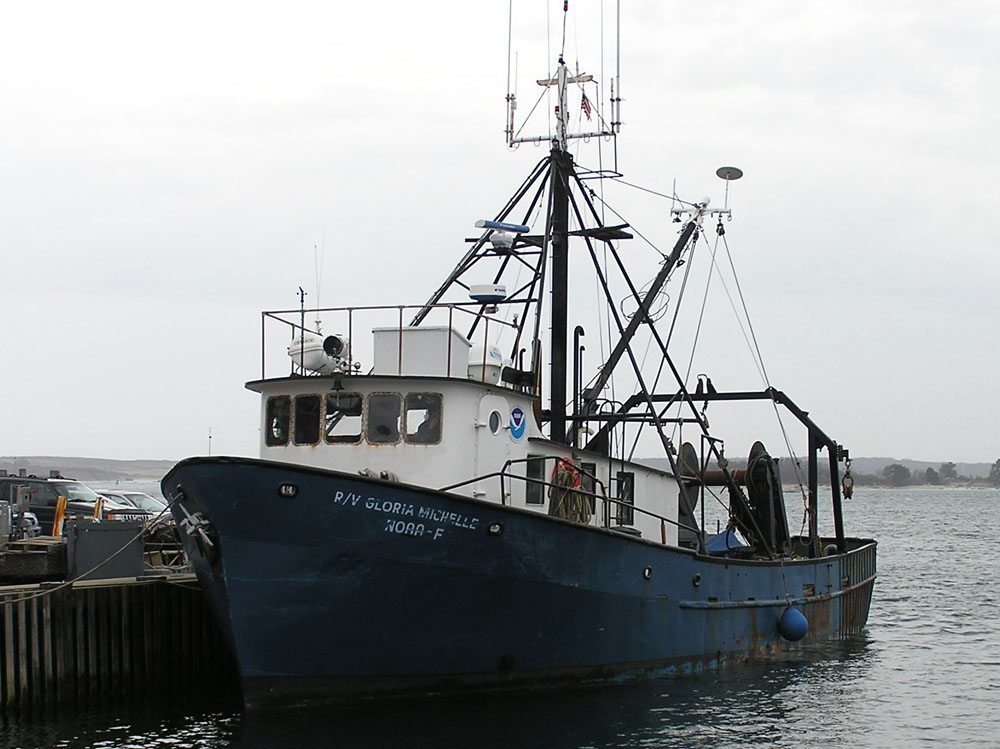
RV Gloria Michelle
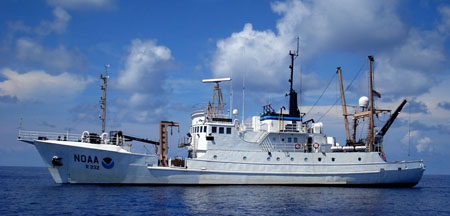
NOAAS Oregon II (R 332)
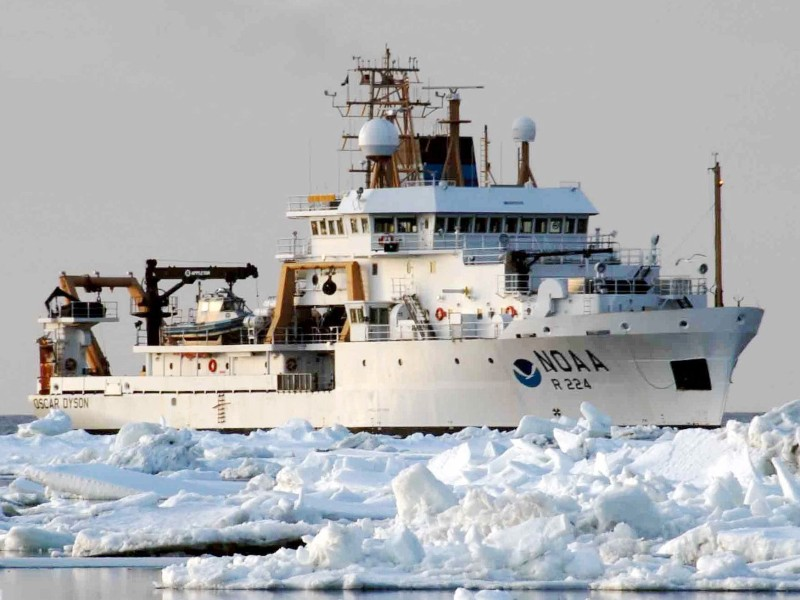
NOAAS Oscar Dyson (R 224)
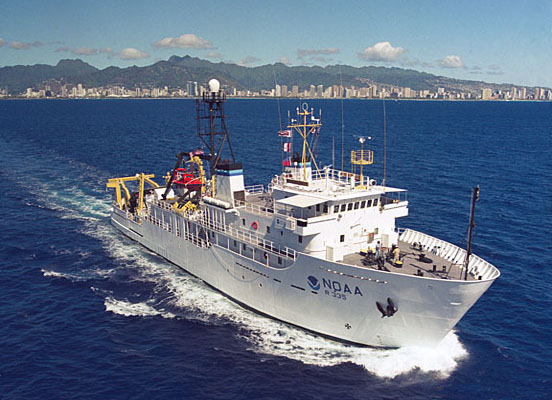
NOAAS Oscar Elton Sette (R 335)
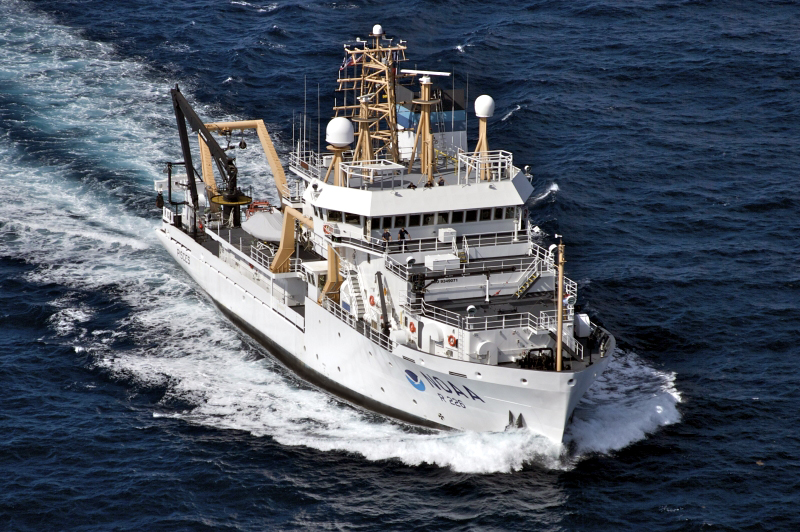
NOAAS Pisces (R 226)
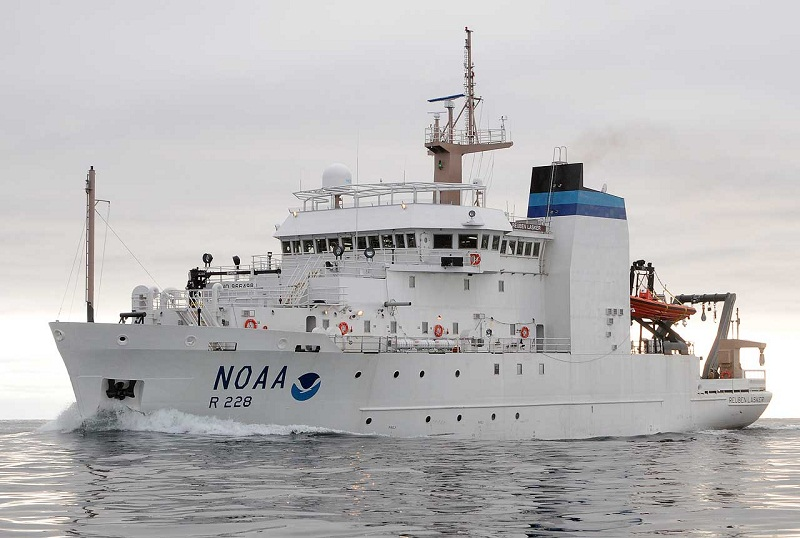
NOAAS Reuben Lasker (R 228)

### Schiffe zur Erforschung der Hydrografie, Ozeanografie und Atmosphäre

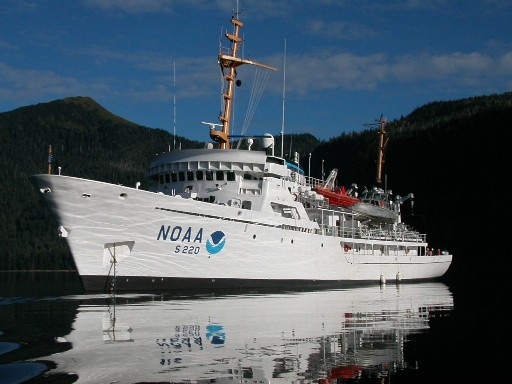
NOAAS Fairweather (S 220)
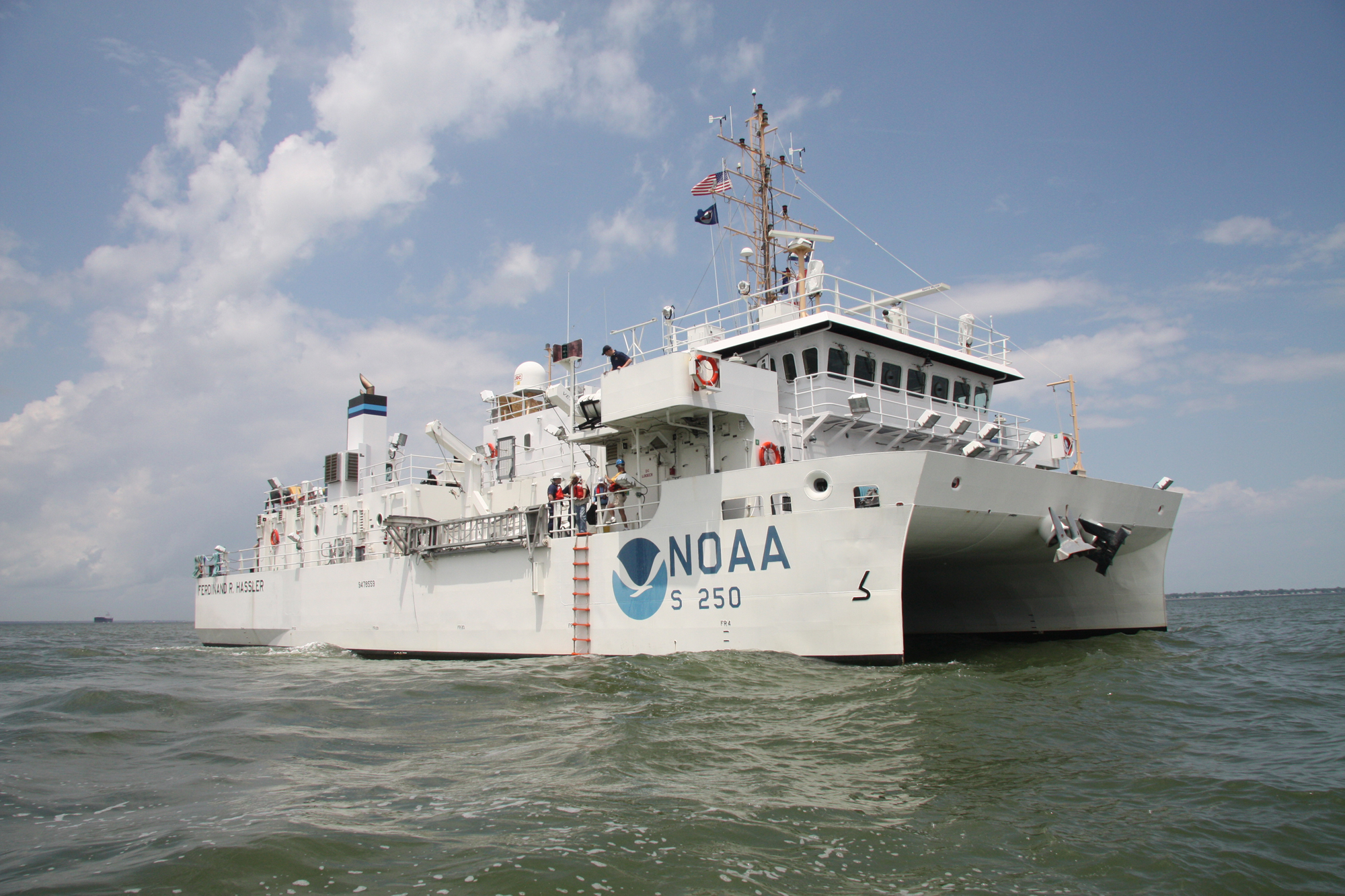
NOAAS Ferdinand R. Hassler (S 250)
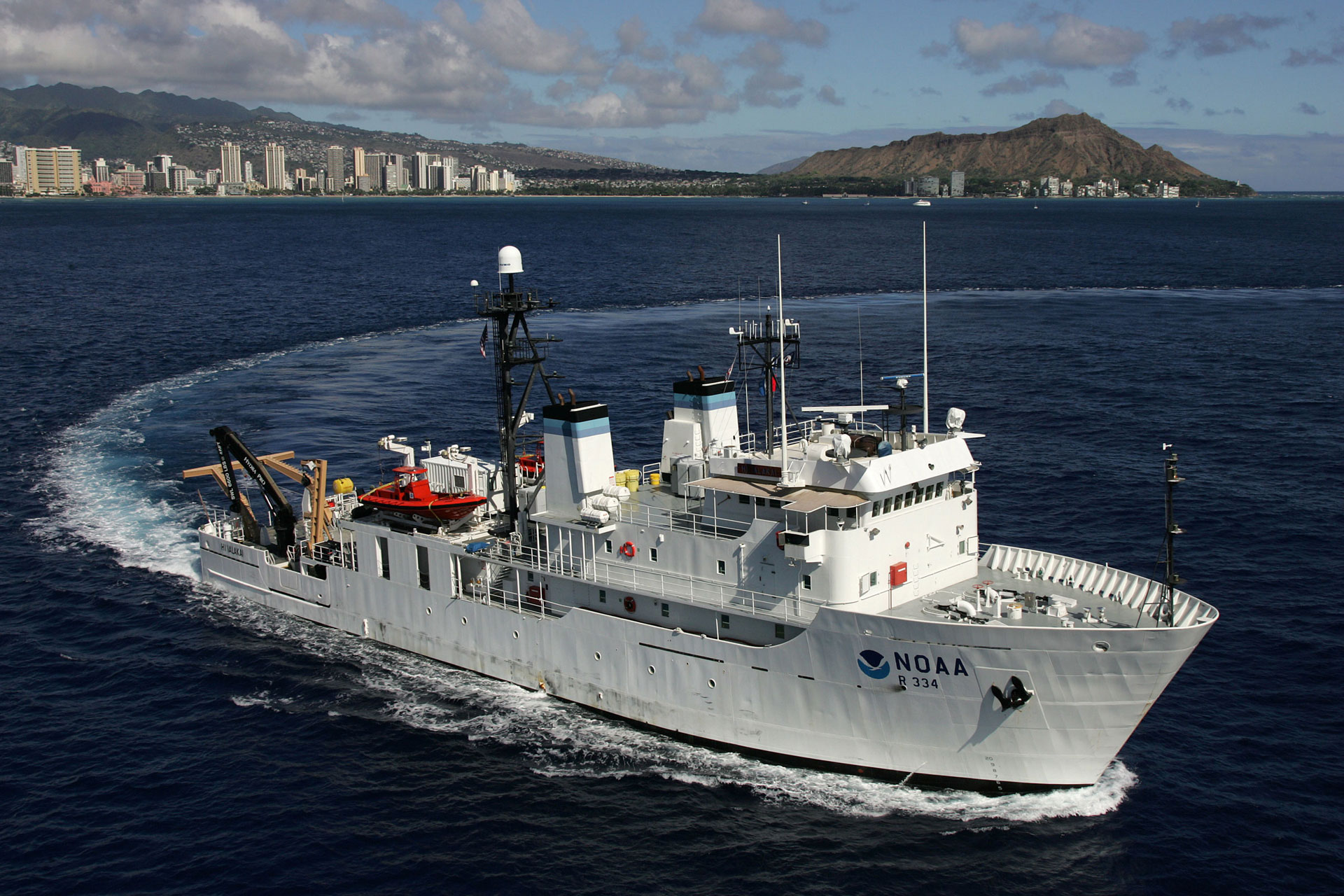
NOAAS Hi'ialakai (R 334)
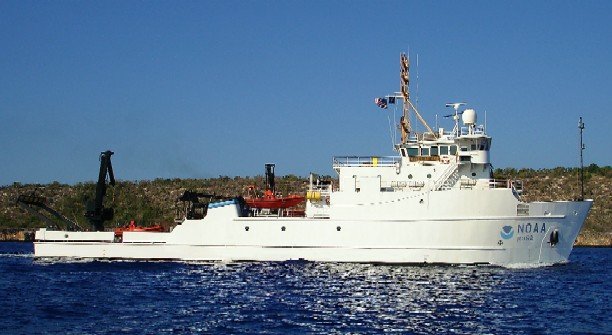
NOAAS Nancy Foster (R 352)
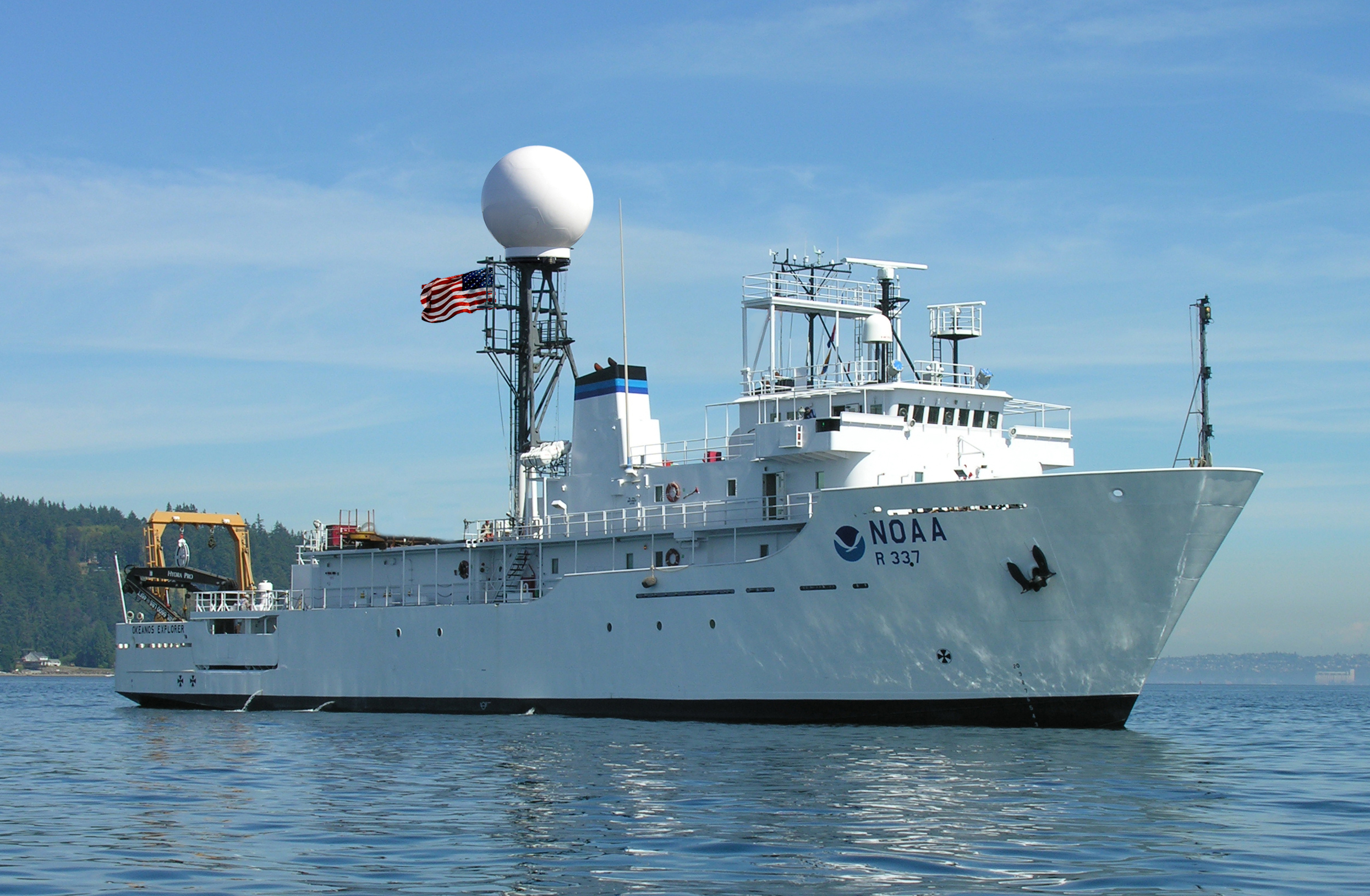
NOAAS Okeanos Explorer (R 337)
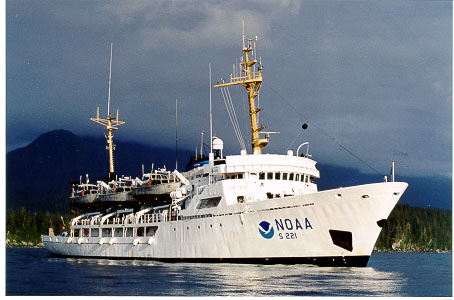
NOAAS Rainier (S 221)
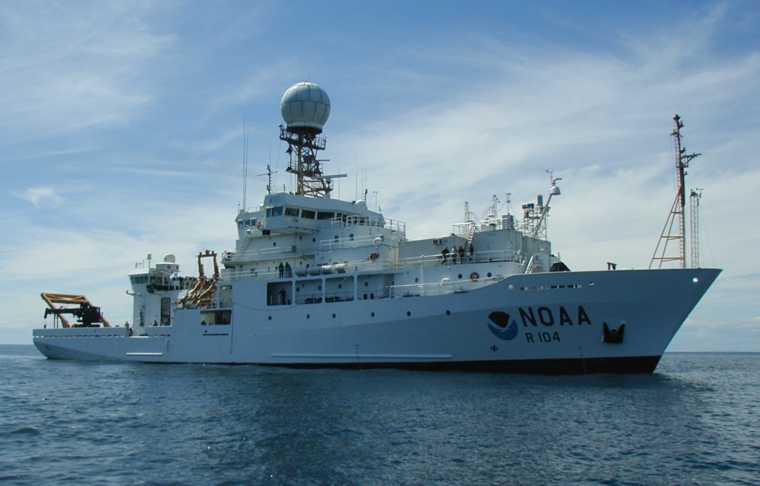
NOAAS Ronald H. Brown (R 104)
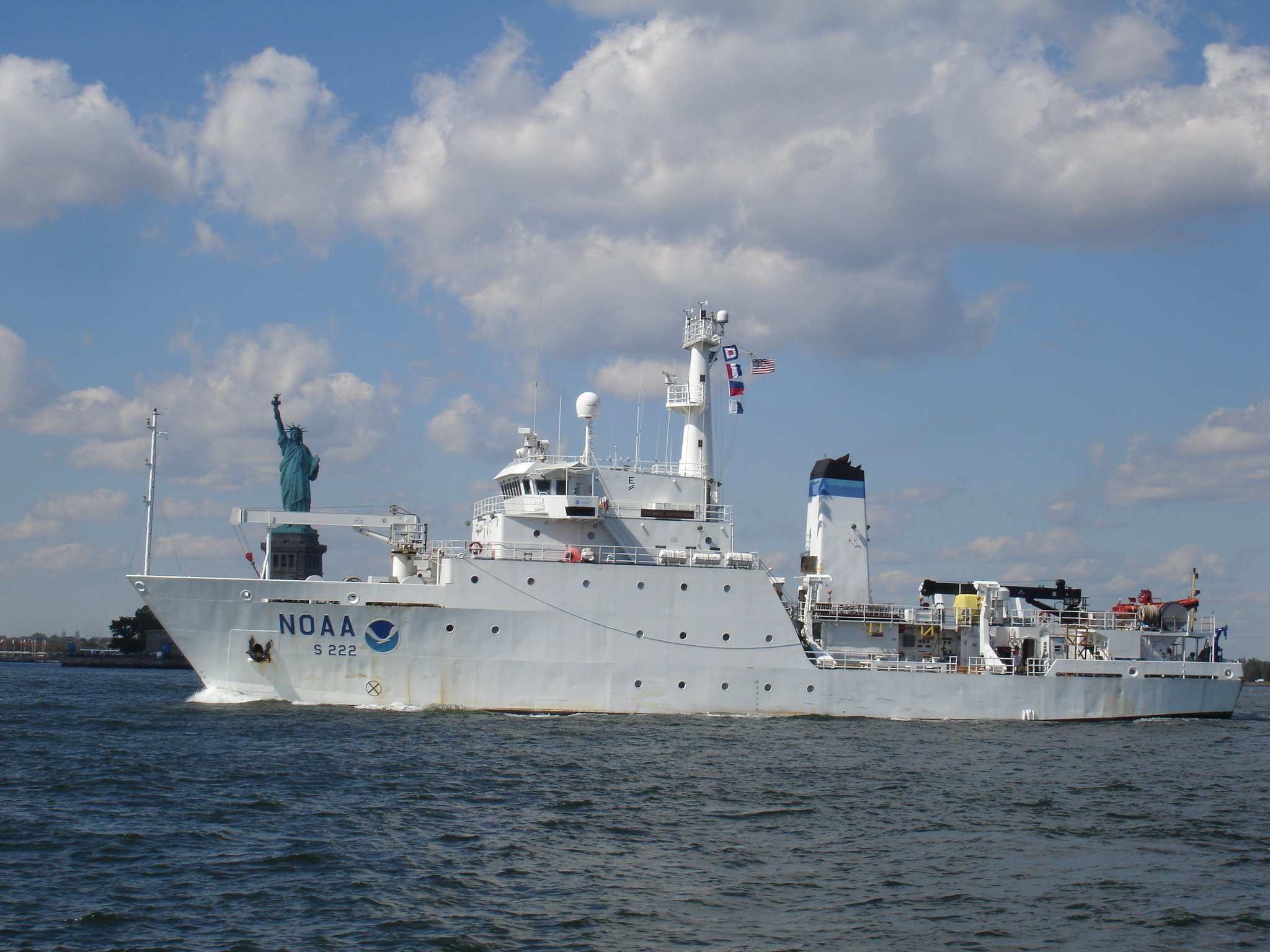
NOAAS Thomas Jefferson (S 222)

## Programme
Großprogramme der NOAA sind das OGP & Arctic Research Program (Climate Program Office), das National Sea Grant College Program und das Ocean Exploration Program & NOAA’s Undersea Research Program (Office of Ocean Exploration & Research). Bei letzterem wurde auch das Hydrothermalfeld Lost City im Atlantik näher untersucht.

## Unwetter-Alarm-Funk
Mit entsprechend eingerichteten Radioempfängern und/oder Amateurfunkgeräten kann das National Oceanic and Atmospheric Administration’s Weather Radio (NWR), der Wetterfunk von NOAA abgehört werden. Zahlreiche Empfänger verfügen über eine automatische Alarmauswertung, ähnlich dem deutschen Verkehrsfunk. Ein derartiges Wetterfunksystem ist in Westeuropa nicht vorhanden.

## Kostenlose digitale Seekarten
Die NOAA ist verpflichtet, kostenlos vollständige, aktuelle digitale Seekarten und Berichtigungen bereitzustellen (zur Verbesserung der Sicherheit in den nationalen Küstengewässern sowie in allen Gewässern, für die die NOAA eigene Seekarten erstellt). Die über das Internet zu beziehenden standardisierten Datensätze sind zum Teil tages- oder wochenaktuell. Die Weitergabe dieser digitalen Datensammlungen ist ebenfalls nicht beschränkt, solange dies kostenfrei und in ausschließlich digitaler Form stattfindet.
Die generellen Ausrüstungs- und Nutzungspflichten mit geeigneten Papierseekarten bleiben bestehen, so dass es sich formal nur um ein zusätzliches Angebot handelt. Die digitalen Karten der NOAA werden auf nahezu allen US-amerikanischen Schiffen genutzt, auf denen der dauerhafte Betrieb eines Computers und eines GPS-Empfängers technisch vertretbar ist (Stromversorgung, geschützter Raum für die Elektronik); dies reduzierte die Zahl der Zwischenfälle durch Navigationsfehler und veraltete Seekarten.
Der Absatz von Papierseekarten nahm – entgegen der Erwartung – parallel zur Verbreitung der digitalen Seekarten zu, vor allem für Seegebiete, in denen die digitalen Berichtigungen zu nennenswerten Änderungen gegenüber der Papierkarte führen. Insbesondere Wassersportler und Küstenschiffer, die keine regelmäßigen manuellen Berichtigungen ihrer Seekarten vornehmen, werden durch die offensichtlichen Veränderungen in ihrem Fahrgebiet zum frühzeitigen Neukauf ihrer Pflichtausrüstung animiert.

## NOAA-Satelliten

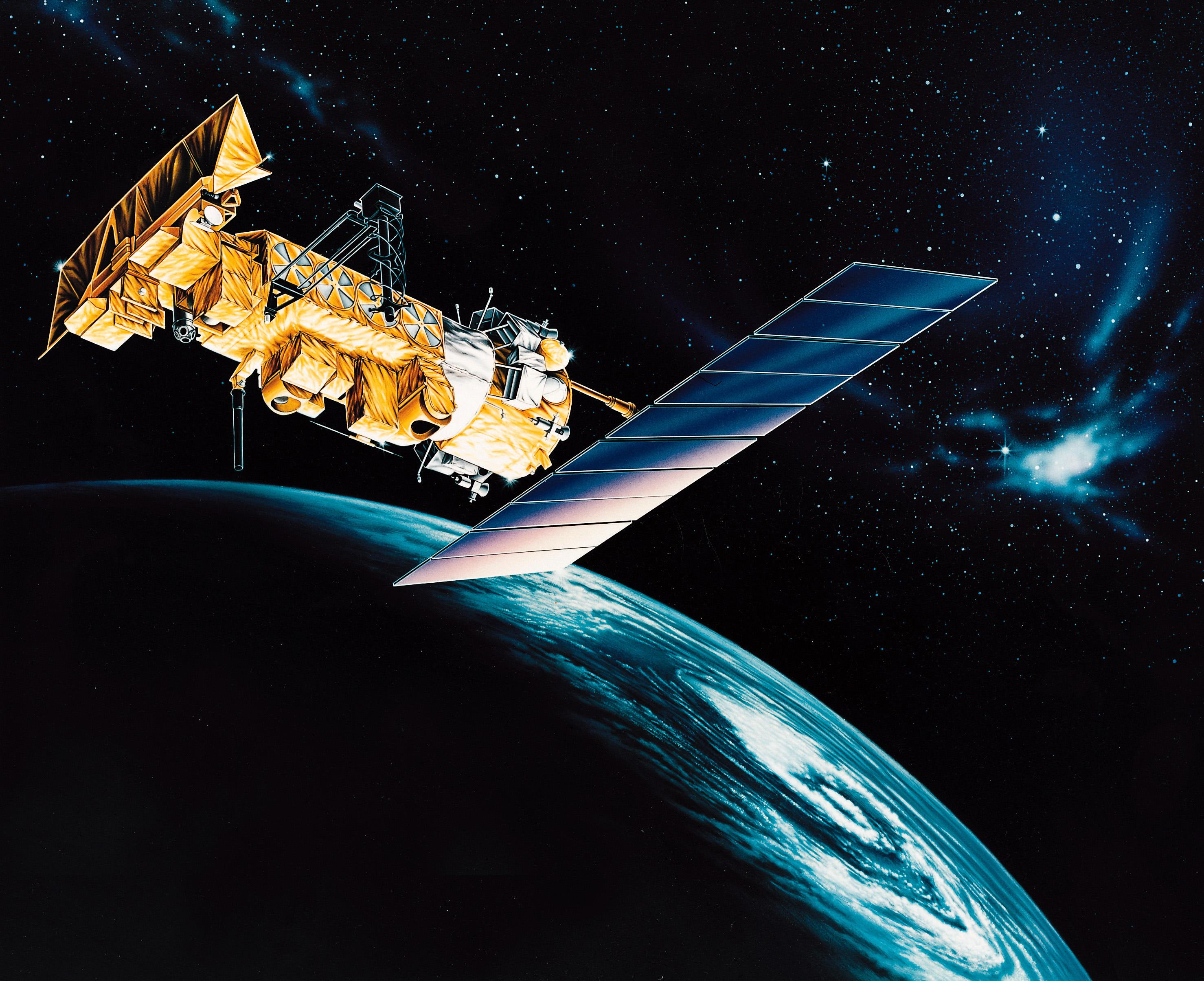
NOAA-17 (NOAA-M) in der Umlaufbahn

Als NOAA werden auch die dem POES-Projekt der NOAA-Behörde zugehörigen Satelliten NOAA-1 bis NOAA-19 bezeichnet. Die NOAA-Satelliten sind LEO-Wettersatelliten der TIROS-Satellitenreihe, die teilweise baugleiche Instrumente mit dem europäischen Pendant MetOp haben. Allerdings sind die NOAA-Satelliten schon seit vielen Jahren produktiv und die Bilder sind für private Zwecke und zu Lehr- und Forschungszwecken freigegeben. Eine Freigabe für amtliche und kommerzielle Wetterdienste in Europa war erst mit Inbetriebnahme von MetOp über die EU-Organisation EUMETSAT möglich, da dann im Gegenzug auch die NOAA-Behörde auf Daten des Satelliten MetOp zugreifen durfte. Amateur-, Wetter- und Funkstationen können mit einem Dekoder automatisiert die, mit Hilfe des APT-Verfahrens, zur Erde gesendeten Bilddaten der NOAA-Satelliten empfangen und dürfen die anschließend nachbearbeiteten Bilder zu nichtkommerziellen Zwecken ins Internet stellen.
Die Besonderheit der NOAA-Satelliten des POES-Projektes ist, dass diese in einer polaren Umlaufbahn arbeiten. Durch die geringe Höhe von nur rund 820 Kilometern ist die Auflösung wesentlich besser als bei geostationären Wettersatelliten wie GOES oder das europäische Pendant Meteosat. Dagegen verringert sich durch die niedrige Flughöhe das Blickfeld der Instrumente, so dass keine große Flächen gleichzeitig erfasst werden können. Im Laufe eines Tages sieht er jedoch nahezu die gesamte Erdoberfläche. Weiterhin ist die Schwäche der geostationären gegenüber der polaren Umlaufbahn, dass diese parallel zum Äquator verläuft. Beobachtungen in der Polregion und im Nordatlantik, der „Wetterküche“ Europas, sind nur unter einem großen Winkel möglich, was die Qualität der Bilder weiter reduziert. Diese Schwierigkeiten sind bei einem Wettersatelliten auf einer polaren Umlaufbahn nicht vorhanden.
Durch höhere Auflösung der Bilder, bessere Beobachtung der Polar- und Nordatlantikregion und durch Erfassung der Messgrößen Bodentemperatur und Feuchtigkeitsverteilung war es der NOAA-Behörde mittels der NOAA-Satelliten möglich, das zuverlässige Vorhersageintervall von drei auf fünf Tage zu verlängern. Auf Grund der verbesserten Beobachtungsintensität und -genauigkeit („improvements in observational tools and analysis techniques“) weist die Behörde in einer Studie nach, dass entgegen vielerlei Befürchtungen die Anzahl tropischer Wirbelstürme während des 20. Jahrhunderts im Nord-Atlantik nicht zugenommen hat.
Zusammen mit der NASA entwickelt die NOAA im JPSS-Programm (Joint Polar Satellite System), ursprünglich ziviler Teil des eingestellten National Polar-orbiting Operational Environmental Satellite Systems, eine neue Generation von Satelliten für polare Orbits. Der 2011 in den Umlauf gebrachte Satellit Suomi NPP wird als Brücke zur alten Satellitengeneration angesehen. Der Start des ersten Satelliten JPSS-1 der neuen Reihe erfolgte am 18. November 2017.
Darüber hinaus betreibt die NOAA auch eine Serie geostationärer Wettersatelliten.

### Liste der Satelliten
| Name                         | Start              | Startort          | Rakete                      | Größe/Masse                  | Bemerkungen                      | Status           |
| ---------------------------- | ------------------ | ----------------- | --------------------------- | ---------------------------- | -------------------------------- | ---------------- |
| NOAA 1 (ITOS A)              | 11. Dezember 1970  | Vandenberg SLC-2W | Delta-N6                    | 1,0 × 1,0 × 1,2 m            | mit CEP 1 gestartet              | stillgelegt      |
| NOAA 2 (ITOS D)              | 15. Oktober 1972   | Vandenberg SLC-2W | Delta-300                   | 1,0 × 1,0 × 1,2 m            | mit AMSAT P2A gestartet          | stillgelegt      |
| NOAA 3 (ITOS F)              | 6. November 1973   | Vandenberg SLC-2W | Delta-300                   | 1,0 × 1,0 × 1,2 m            |                                  | stillgelegt      |
| NOAA 4 (ITOS G)              | 15. November 1974  | Vandenberg SLC-2W | Delta-2310                  | 1,0 × 1,0 × 1,2 m            | mit AMSAT P2B (OSCAR 7), Intasat | stillgelegt      |
| NOAA 5 (ITOS E2) (ex ITOS C) | 29. Juli 1976      | Vandenberg SLC-2W | Delta-2310                  | 1,0 × 1,0 × 1,2 m            |                                  | stillgelegt      |
| NOAA 6 (A)                   | 27. Juni 1979      | Vandenberg SLC-3W | Atlas-F Star-37S-ISS        |                              |                                  | stillgelegt      |
| NOAA B                       | 29. Mai 1980       | Vandenberg SLC-3W | Atlas-F Star-37S-ISS        |                              | Fehlstart                        |                  |
| NOAA 7 (C)                   | 23. Juni 1981      | Vandenberg SLC-3W | Atlas-F Star-37S-ISS        |                              |                                  | stillgelegt      |
| NOAA 8 (E)                   | 28. März 1983      | Vandenberg SLC-3W | Atlas-F Star-37S-ISS        | 1712 kg                      |                                  | stillgelegt      |
| NOAA 9 (F)                   | 12. Dezember 1984  | Vandenberg SLC-3W | Atlas-F Star-37S-ISS        | 1712 kg                      |                                  | stillgelegt      |
| NOAA 10 (G)                  | 17. September 1986 | Vandenberg SLC-3W | Atlas-F Star-37S-ISS        | 1712 kg                      |                                  | stillgelegt      |
| NOAA 11 (H)                  | 24. September 1988 | Vandenberg SLC-3W | Atlas-F Star-37S-ISS        | 1712 kg                      |                                  | stillgelegt      |
| NOAA 12 (D)                  | 14. Mai 1991       | Vandenberg SLC-3W | Atlas-F Star-37S-ISS        | 1712 kg                      |                                  | stillgelegt      |
| NOAA 13 (I)                  | 9. August 1993     | Vandenberg SLC-3W | Atlas-F Star-37S-ISS        | 1712 kg                      |                                  | stillgelegt      |
| NOAA 14 (J)                  | 30. Dezember 1994  | Vandenberg SLC-3W | Atlas-F Star-37S-ISS        | 1712 kg                      |                                  | stillgelegt      |
| NOAA 15 (K)                  | 13. Mai 1998       | Vandenberg SLC-4W | Titan-2(23)G Star-37XFP-ISS | 2232 / 1479 kg (Start/Orbit) |                                  | operativ         |
| NOAA 16 (L)                  | 21. September 2000 | Vandenberg SLC-4W | Titan-2(23)G Star-37XFP-ISS | 2232 / 1479 kg (Start/Orbit) |                                  | 2014 stillgelegt |
| NOAA 17 (M)                  | 24. Juni 2002      | Vandenberg SLC-4W | Titan-2(23)G Star-37XFP-ISS | 2232 / 1479 kg (Start/Orbit) |                                  | 2013 stillgelegt |
| NOAA 18 (N)                  | 20. Mai 2005       | Vandenberg SLC-2W | Delta II 7320-10C           | 1419 kg (Orbit)              |                                  | 2025 stillgelegt |
| NOAA 19 (N')                 | 6. Februar 2009    | Vandenberg SLC-2W | Delta II 7320-10C           | 1419 kg (Orbit)              |                                  | operativ         |
| NOAA 20 (JPSS-1)             | 18. November 2017  | Vandenberg SLC-2W | Delta II 7920-10C           | 2540 kg (Start)              |                                  | operativ         |
| NOAA 21 (JPSS-2)             | 10. November 2022  | Vandenberg SLC-3E | Atlas V 401                 | 2930 kg (Start)              |                                  | operativ         |

## Kritik
Eine 2023 durch die First Street Foundation veröffentlichte Auftragsstudie kritisiert die NOAA für die Bereitstellung veralteter Wetterdaten, was angesichts der Folgen der globalen Erwärmung die Sicherheit von Bauprojekten und Siedlungen bedrohe. Der Report weist insbesondere auf in Folge vielerorts unterschätzte Häufigkeiten von Extremwetterereignissen sowie nicht berücksichtigte Überschwemmungsrisiken hin.